# Denis Eugene Hurley
Denis Eugene Hurley (Città del Capo, 9 novembre 1915 – Durban, 13 febbraio 2004) è stato un arcivescovo cattolico sudafricano.
Fu un partecipante attivo al Concilio Vaticano II, che definì "il più grande progetto di educazione per adulti mai tenuto nel mondo".
Oppositore dell'apartheid, presidente della Conferenza dei vescovi cattolici dell'Africa meridionale, Hurley redasse la prima delle rivoluzionarie lettere pastorali in cui i vescovi denunciarono l'apartheid come "blasfemo" e "intrinsecamente malvagio". Dal momento del suo ritiro come arcivescovo, fu rettore dell'Università del Natal.

## Biografia
Monsignor Denis Eugene Hurley nacque a Città del Capo il 9 novembre 1915 da genitori irlandesi. Trascorse i suoi primi anni a Robben Island, dove suo padre era il guardiano del faro.

### Formazione e ministero sacerdotale
Venne educato al St. Charles College di Pietermaritzburg, nel Natal.
Nel 1931 si unì ai Missionari oblati di Maria Immacolata e l'anno seguente fu inviato in Irlanda per il noviziato. Nel 1933 iniziò a studiare filosofia e teologia al Pontificio istituto internazionale Angelicum. Nel 1936 conseguì la licenza in filosofia e iniziò a studiare teologia alla Pontificia Università Gregoriana.
Il 9 luglio 1939 fu ordinato presbitero a Roma. L'anno successivo conseguì la licenza in teologia. Successivamente venne nominato curato della cattedrale dell'Emmanuele a Durban. Nel 1943 divenne superiore allo scolasticato "San Giuseppe" con sede a Prestbury, Pietermaritzburg.

### Ministero episcopale
Il 12 dicembre 1946 papa Pio XII lo nominò vicario apostolico del Natal e vescovo titolare di Turuzi. Ricevette l'ordinazione episcopale il 19 marzo successivo dall'arcivescovo Martin Lucas, delegato apostolico nell'Africa meridionale, co-consacranti il vicario apostolico di Mariannhill Adalbero Joseph (Michael) Fleischer e quello del Transvaal David O'Leary. Con 31 anni di età era il più giovane vescovo cattolico del mondo. Come motto scelse l'espressione "Ubi Spiritus, ibi libertas" che significa "Dove è lo Spirito, c'è libertà". Il vescovo Hurley fu tra i primi leader della Chiesa a denunciare l'apartheid, condannando tale politica come un affronto alla dignità umana.
L'11 gennaio 1951 papa Pio XII elevò il vicariato apostolico ad arcidiocesi e lo nominò suo primo arcivescovo. Con 35 anni di età era il più giovane arcivescovo cattolico del mondo.
L'anno seguente divenne il primo presidente della neonata Conferenza episcopale sudafricana, un incarico che mantenne fino al 1961. Fu nuovamente presidente di questo corpo dal 1981 al 1987. Hurley è ricordato per il suo contributo alla lotta contro l'apartheid, per la sua preoccupazione per i poveri e il suo impegno verso una società più giusta e pacifica.

#### Concilio Vaticano II
Nel 1961 venne nominato membro della Commissione preparatoria centrale per il Concilio Vaticano II. Inizialmente pensò che il papa lo avesse nominato perché riteneva erroneamente che fosse ancora il presidente della Conferenza episcopale, quando in realtà il presidente era l'arcivescovo Owen McCann. Nel Concilio stesso, Hurley fu eletto alla commissione per i seminari, gli studi e l'educazione cattolica. Nell'assise pronunciò dieci discorsi e fece quattro osservazioni scritte.
Durante il Concilio, monsignor Hurley scrisse una serie di articoli anonimi per il settimanale cattolico sudafricano The Southern Cross. Nel 2001 scrisse una serie di 17 articoli di ricordi del Concilio Vaticano II per la stessa testata. Nel raccontare il suo ciclo informale di conferenze, workshop e lunghe serate di dibattiti durante la cena con chierici e laici interessati, Hurley osservò che la presenza di così tanti studiosi che erano stati chiamati a Roma per assistere all'opera del Vaticano II aveva creato "il più grande progetto di educazione per adulti mai tenuto nel mondo". Questi articoli fornirono le basi per le sue memorie postume del Concilio, Keeping the Dream Alive.
Hurley fu descritto come "[...] un predicatore eloquente e potente, [...] mite e gentile, lontano dal pulpito: era un uomo di formidabile intelletto, tanto che era tenuto in soggezione dal suo clero".

#### ICEL
Hurley era particolarmente interessato alla partecipazione attiva di tutti i battezzati nella liturgia della Chiesa, in particolare alla messa. Nel 1975 Hurley fu eletto presidente della Commissione internazionale sull'inglese nella liturgia (ICEL). Venne rieletto fino al 1991. Il suo lavoro con monsignor Frederick McManus dell'Università Cattolica d'America a Washington portò a un progetto secondo il quale una serie di Conferenze episcopali anglofone si sarebbero unite per preparare un singolo testo per l'uso proposto in tutto il mondo. Nel 1965 papa Paolo VI lo nominò membro del comitato per l'attuazione della costituzione sulla sacra liturgia. Nel 1975, come presidente dell'ICEL, supervisionò il completamento del breviario in quattro volumi. Monsignor Hurley registrò frequentemente la sua delusione per la riorganizzazione dell'ICEL nel comitato Vox Clara, come richiesto dall'istruzione Liturgiam authenticam di papa Giovanni Paolo II.

#### Giustizia sociale
Secondo Anthony Egan, "essendo stata proibita durante il dominio olandese, freddamente tollerata dagli inglesi, e trattata con intenso sospetto dopo l'Unione del Sudafrica nel 1910, la Chiesa [cattolica] era (non sorprendentemente) cauta nel contestare l'apartheid. Con la maggioranza del suo clero straniero e quindi vulnerabile all'espulsione, fu incoraggiata persino dal Vaticano a "giocare sul sicuro" dopo la vittoria elettorale del Partito Nazionale del 1948. Ma Hurley, un sudafricano bianco di nascita, [...] pensò diversamente". Hurley era un esplicito oppositore dell'apartheid e fu una forza trainante in una dichiarazione del 1957 dei vescovi del paese che descriveva l'apartheid come "intrinsecamente malvagio". Alla fine degli anni '70 monsignor Hurley teneva una protesta silenziosa quotidiana, in piedi di fronte all'ufficio centrale di Durban, con un cartello nel quale esprimeva la sua opposizione all'apartheid e allo spostamento delle persone dalle loro case. Nel 1984 fu accusato di contravvenire alla polizia sudafricana pubblicando informazioni che il governo affermava essere false sulle atrocità commesse in Namibia dall'unità militare sudafricana nota come Koevoet. Ricevette molte minacce di morte e fu più volte soggetto agli arresti domiciliari. In tre occasioni delle bombe esplosero vicino alla sua residenza. Lo Stato più tardi ritirò le accuse e risolse un reclamo da parte dell'arcivescovo per danni stragiudiziali, pagandolo 25 000 rand. A causa del suo impegno per la giustizia sociale, gli fu intitolato il Denis Hurley Peace Institute, un ente associato alla Conferenza dei vescovi cattolici dell'Africa meridionale. Monsignor Hurley lavorò anche per aiutare i giovani uomini che per ragioni di coscienza erano contrari ad unirsi all'Esercito sudafricano.

#### Il caso Hurley
Una causa, nota come "caso Hurley", riuscì a garantire il rilascio di Paddy Kearney, un oppositore politico del Partito Nazionale al potere detenuto ai sensi dell'articolo 29 della legge sulla sicurezza interna. Secondo il professore di diritto sudafricano Tony Mathews, il caso "Hurley e un altro contro il ministro della legge e dell'ordine divenne "la più importante sentenza sui diritti civili per diversi decenni" ed è ancora studiata nelle scuole di legge di oggi. Hurley fu coinvolto attivamente e si presentava nelle comunità nere il giorno in cui dovevano essere deportate con la forza. Sentendo che dei bambini erano morti poco dopo la deportazione, Hurley contò le loro tombe e registrò i loro nomi ed età. Quindi pubblicò i dettagli sulla stampa, con grande rabbia da parte dello Stato. In risposta alla debole reazione delle Chiese sudafricane all'apartheid, Hurley fondò un'agenzia ecumenica, Diakonia, dedicata alla giustizia sociale. Disse che la sua più grande lotta fu convincere i cattolici sudafricani che la giustizia sociale fosse parte integrante della loro fede piuttosto che un'opzione extra. Gli zulu lo soprannominarono Mehl'emamba (occhi del Mamba).

#### Thomas More College
Hurley ebbe un ruolo chiave nel sostenere Chris Hurley, suo fratello, e Robin Savory nel fondare il Thomas More College. Suo fratello Chris divenne in seguito il secondo preside della scuola. L'arcivescovo Hurley scrisse l'inno scolastico, "God Our Maker". Nel terreno della scuola vi è un giardino commemorativo a lui dedicato.

#### Ultimi anni
Il 29 maggio 1992 papa Giovanni Paolo II accettò la sua rinuncia al governo pastorale dell'arcidiocesi per raggiunti limiti di età.
Dal 1993 al 1998 fu cancelliere dell'Università del Natal. Per dieci anni fu anche parroco della cattedrale dell'Emmanuele a Durban, dove aveva officiato tanti anni prima come curato.
Hurley era considerato da alcuni come un "liberale". Molti credono che la sua rispettosa e molto attenta discussione sull'enciclica Humanae Vitae del 1968 gli abbia precluso il cardinalato.
Nel 2002 si ritirò per scrivere le sue memorie. Passò anche il suo tempo a scrivere lettere al The Times, dove discuteva delle partite di cricket, e componendo le parole per nuovi inni sacri. L'ultimo articolo che fu pubblicato quando era in vita fu un editoriale per l'edizione del Natale 2003 su The Southern Cross, intitolato "God's special gift to us".
Ricevette un dottorato honoris causa in giurisprudenza dall'Università di Notre Dame nel 1970, un dottorato honoris causa in giurisprudenza dall'Università del Natal nel 1978, un dottorato honoris causa in lettere umanistiche dall'Università Cattolica d'America a Washington nel 1978, un dottorato honoris causa in giurisprudenza dalla DePaul University di Chicago nel 1986, un dottorato honoris causa in sacra teologia dall'Università di Santa Clara nel 1986, un dottorato honoris causa in lettere umanistiche dall'Università di Georgetown nel 1987, un dottorato honoris causa in scienze sociali dall'Università di Città del Capo nel 1988, un dottorato honoris causa dall'Università Cattolica di Lovanio nel 1988, un dottorato honoris causa in giurisprudenza dalla Catholic Theological Union nel 1993 e un dottorato honoris causa dall'Università San Paolo di Ottawa nel 1996.
Ricevette l'onorificenza civica della città di Durban nel 1972 e la cittadinanza onoraria di Durban e Pietermaritzburg nel 1992.
Morì il 13 febbraio 2004 all'età di 88 anni, mentre veniva ricondotto nella comunità dei sacerdoti oblati anziani di Durban, dopo che aveva partecipato a una celebrazione del 50º anniversario di una scuola, della quale aveva presieduto la cerimonia di dedicazione da giovane arcivescovo. Dopo le esequie tenutesi all'ABSA Park Stadium di Durban, fu sepolto nella Lady Chapel della cattedrale dell'Emmanuele a Durban.

## Eredità
Secondo Gerald Shaw che scrive per The Guardian, "in parte a causa della sua sostenuta crociata morale e di quella di altri uomini di Chiesa, la transizione verso la democrazia, quando arrivò nel 1994, fu accettata dai bianchi in pace e in buon ordine".
L'Archbishop Denis Hurley Memorial Fund fu istituito a favore di due progetti preferiti dell'arcivescovo Hurley: Kwa Thintwa School for the Deaf e San Egidio Community Project in Mozambico. Esiste una statua in bronzo dell'arcivescovo Hurley alla Kwa Thintwa School, KZN, commissionata dal dottor Zweli Mkhize, premier del KwaZulu-Natal.
La Denis Hurley Association è un'associazione benefica registrata nel Regno Unito con sede a Londra "per promuovere e raccogliere fondi per il Denis Hurley Centre di Durban. Il Centro è progettato come sede di circa una dozzina di progetti per fornire assistenza medica, una mensa per i poveri, formazione professionale, sostegno alle persone che vivono con l'HIV/AIDS e, in particolare, assistenza a rifugiati e migranti che hanno raggiunto il Sudafrica da paesi come la Somalia, lo Zimbabwe e la Repubblica Democratica del Congo.

## Genealogia episcopale e successione apostolica
La genealogia episcopale è:
- Cardinale Scipione Rebiba
- Cardinale Giulio Antonio Santori
- Cardinale Girolamo Bernerio, O.P.
- Arcivescovo Galeazzo Sanvitale
- Cardinale Ludovico Ludovisi
- Cardinale Luigi Caetani
- Cardinale Ulderico Carpegna
- Cardinale Paluzzo Paluzzi Altieri degli Albertoni
- Papa Benedetto XIII
- Papa Benedetto XIV
- Papa Clemente XIII
- Cardinale Marcantonio Colonna
- Cardinale Giacinto Sigismondo Gerdil, B.
- Cardinale Giulio Maria della Somaglia
- Cardinale Carlo Odescalchi, S.I.
- Cardinale Costantino Patrizi Naro
- Cardinale Serafino Vannutelli
- Cardinale Domenico Serafini, Cong.Subl. O.S.B.
- Cardinale Pietro Fumasoni Biondi
- Arcivescovo Martin Lucas, S.V.D.
- Arcivescovo Denis Eugene Hurley, O.M.I.

La successione apostolica è:
- Vescovo Dominic Joseph Chwane Khumalo, O.M.I. (1978)
- Cardinale Wilfrid Fox Napier, O.F.M. (1981)
- Vescovo Kevin Dowling, C.SS.R. (1991)
- Arcivescovo Buti Joseph Tlhagale, O.M.I. (1999)